# آيت الفرسي
آيت الفارسي هي قرية ريفية في إقليم تنغير ضمن جهة درعة تافيلالت بالمغرب. كان مجموع عدد سكان البلدية آيت الفرسي 4.557 نسمة يعيشون في 659 أسرة.(تعداد السكان الرسمي 2004)

## دواوير الجماعة
- اكديم نخرطان
- ايت الفرسي
- ايت خوخدن
- اشم
- تورزة
- حدو ايشو